# Educação científica
Educação científica é uma área de pesquisa que se dedica ao compartilhamento de informação relacionada à Ciência  com indivíduos que não são tradicionalmente considerados como parte da comunidade científica. Os indivíduos-alvo podem ser crianças, estudantes universitários, ou adultos dentro do público em geral.  
A Educação Científica é vista como uma das habilidades do Século XXI, considerando-se este século marcado pela "sociedade intensiva do conhecimento". Na Educação Científica a autoridade do argumento sobrepõe-se ao argumento da autoridade na medida em que os participantes são autores de seus próprios textos. Dentro da proposta da Educação Científica, busca-se proporcionar ao aluno a capacidade de aprender utilizando método, a planejar e a desenvolver pesquisa, proporcionando a capacidade de argumentação e a contra-argumentação. Através desta premissa, possibilita ao aluno a conquista da cidadania, através da capacidade do saber pensar.
Entretanto, vale salientar a importância de considerar o poder e a influência midiática na contemporaneidade e, portanto, é necessário refletir e discutir sobre os papéis e movimentos das mídias no acesso ao conhecimento e na educação científica para proporcionar uma educação problematizadora e que se contrapõe ao cientificismo.

## História
William Sharp é conhecido com o primeiro professor de ciências em uma escola pública britânica. Sharp estabeleceu a disciplina de Ciência para o currículo na escola de Rugby em 1850. Por isso ele é conhecido como o desenvolvedor do modelo para o ensino de Ciência nas Escolas Públicas britânicas. Esse episodio pode ser considerado como embrião da educação científica do mundo.[carece de fontes?]
Nos EUA, a educação, a ciência, e consequentemente a educação científica, era um tema muito dispersa antes de sua padronização na década de 1890. E o desenvolvimento de um currículo de ciências nesse país foram emergindo gradualmente após extenso debate entre duas ideologias, ciência cidadã e formação pré-profissional.[carece de fontes?]
No Brasil, durante século XIX, o currículo escolar era marcado predominantemente pela tradição literária e clássica herdada dos jesuítas. Apesar do incentivo de dom Pedro II, e de discursos positivistas de intelectuais brasileiros em favor da ciência, como Rui Barbosa, o ensino de ciências teve pouca prioridade no currículo escolar. Apenas nos anos de 1930, começou um processo de busca de sua inovação. Processo esse que teve início com um de atualização curricular e depois continuou com a produção de kits de experimentos na década de 1950, culminando com o início da produção de materiais por educadores brasileiros na década de 1970. Foi também a partir dos anos de 1970 que teve início efetivo a pesquisa na área de educação em ciências no Brasil.[carece de fontes?]
Na abordagem da pespectiva do construtivismo pode-se afirmar que foi o movimento de maior impacto na educação científica nos anos 80 e 90. Suas críticas ao empiricismo ingênuo que permeava até então as propostas de ensino de ciências geraram transformações positivas no encaminhamento de pesquisas educacionais. Destacam-se nesse contexto de reformulações, a valorização do papel do indivíduo na apreensão de novos conhecimentos e a conscientização da importância das pré-concepções dos estudantes na definição dos currículos e na escolha de estratégias de ensino. Apesar disto, na última década, uma série de trabalhos críticos vem levantando questões interessantes relacionadas a implicações e consequências do movimento construtivista 
Em Carvalho e Gil-Pérez (2003), os autores questionam a formação de professores para o ensino de Ciências e levantam alguns questionamentos no sentido comum sobre o ensino e aprendizagem de Ciências, para tanto, os autores questionam: A visão simplista de o que é ciência e trabalho científico; a redução habitual do aprendizado das Ciências a certos conhecimentos e a (soma de) algumas destrezas, esquecendo aspectos históricos e sociais do conhecimento; o caráter natural do fracasso generalizado dos alunos nas matérias científicas; a atribuição das atitudes negativas para com a Ciência e sua aprendizagem a causas externas; o autoritalismo (explícito ou latente) da organização escolar e, no pólo oposto, o simples Laissez-faire; o clima generalizado de frustração associado à atividade docente; em síntese, a ideia de que ensinar é fácil. os autores mencionam ainda que há cerca de 50 anos atrás, Bachelar (1938), já havia assinalado que os professores de Ciências em maior frequência que outros, muitas vezes não reflitam e não compreendam que em adolescentes cheguem as classes de Física com conhecimentos de empíricos já constituídos.

## Educação Científica Informal
Educação Científica Informal é entendida como o processo de ensino e aprendizagem das ciências que ocorre fora do currículo escolar formal, em locais como museus, meios de comunicação e programas de base comunitária. Muito difundido nos Estados Unidos, onde tem-se a National Science Teachers Association, que define e incentiva a aprendizagem das ciências em muitos contextos e ao longo da vida e, também, a National Science Foundation, que financia pesquisas em educação científica informal. Exemplos de educação científica informal incluem Centros de Ciência, Museus de Ciência e ambientes virtuais de aprendizagem (AVA).[carece de fontes?]
No Brasil, ainda não se tem programas de Educação Científica Informal institucionalizados e, nem tampouco, comunidades acadêmicas consolidadas que atuem diretamente com esta estratégia. Tem-se exemplos de programas de televisão, (como Globo Ciência), voltados a este conceito, porém, exibidos fora de horários nobre e o canal de TV Futura. Nota-se ainda a existência de alguns desenhos infantis importados, como, Sid, o Cientista, através do qual as crianças acompanham o cotidiano de um pequeno explorador. Direcionado para o público em idade pré-escolar, faz parte do projeto Viva o Verde, que tem como principal objetivo trazer mais informações sobre o planeta e desenvolver uma consciência ecológica nas crianças. Um exemplo de iniciação científica em um Ambiente Virtual de Aprendizagem é o Programa de Iniciação Científica Decola Beta, do Instituto Cientista Beta, que conta com uma plataforma educacional, conteúdos para a realização de pesquisas científicas na escola e o acompanhamento do desenvolvimento das pesquisas por meio de mentores. Algumas Universidades brasileiras desenvolvem ainda projetos de extensão, como o Planetário de Londrina - PR.[carece de fontes?]
Um planetário pode ser considerado um espaço de ensino informal que pode ser utilizado para a Divulgação científica, além de oferecer as atividades astronômicas habituais, coloca-se como mediador de eventos de aquisição de conhecimento, atualizando e disponibilizando novos materiais didáticos potencialmente significativos para a comunidade escolar e para o público geral. Contribuir com a formação profissional de educadores através de cursos e aulas especializadas para os mais variados cursos de graduação (Física, Matemática, Geografia, História, Biologia, etc) e promover a formação continuada de professores são objetivos fundamentais do Planetário da Universidade Federal do Rio Grande do Sul.

## Divulgação Científica
Glória Kreinz, Ciro Marcondes Filho e Crodowaldo Pavan, buscam ao longo de doze edições, organizar material sobre Divulgação científica e discutir os diversos trabalhos realizados no Brasil com as mais variadas ferramentas da internet. No volume XII, os autores tentam sistematizar posturas, em nome do avanço da divulgação científica brasileira, lançando novos olhares, que vão da Wikipédia aos Blogs. Os organizadores mencionam as consideráveis transformações que determinam realinhamentos novos no cenário das nações e que indicam, sobretudo, evidentes disparidades na evolução dos países. Citando Crodowaldo Pavan conclui-se no volume XII: ”Esse emprego fantástico do saber se traduz em riqueza material, em poderio e em aumento dos padrões de vida dos povos desses países, não obstante neles existirem bolsões de miséria, desperdícios gigantescos e problemas causados por enfartamento da abundância e por agressões ao meio ambiente. Dois fatos marcantes assinalam as transformações que hoje sucedem no mundo e que seguramente prenunciam a trajetória da economia. Tais fatos são o estabelecimento de grandes blocos integrados de países e, em segundo lugar, o aparecimento dos novos países industrializados da Ásia, no cenário mundial. Seria possível nossos governantes pensarem melhor sobre o assunto?”..

## Educação em Ciências na perspectiva de Paulo Freire
Segundo Paulo Freire, na educação científica tem-se a possibilidade de participar na tomada de decisões de  forma crítica, tendo compreensão dos processos da ciência e tecnologia no mundo em que vivemos. Desta forma a escola tem um novo papel nesse cenário, a de proporcionar uma Educação Científica efetiva. Para  atingir essa meta, o modelo de ensino na escola tradicional deve sofrer uma mudança, deixando de usar o argumento da autoridade (puramente informativo e decorativo) e priorizando a argumentação e o diálogo numa busca pela criativa nas tomadas de decisões.

Nesse contexto, conceitos como tema gerador e abordagem temática em uma perspectiva de educação popular, poderiam contribuir para uma transposição para a educação formal, principalmente no que se trata de elevar o nível de consciência para dentro da realidade estudada e refletir sobre ela em um processo contínuo. Importantes ideias ajudariam nesse processo, por meio de concepções de alfabetização, dialogicidade e problematização no processo de formação permanente e o trabalho em conjunto com educadores de diferentes áreas na implementação desses conceitos. É possível destacar ainda, os vieses voltados para pesquisa, que se encontra relacionada com a formação permanente como parte do trabalho do professor. 